# Kálmán Terstyánszky
Dans le nom hongrois Terstyánszky Kálmán, le nom de famille précède le prénom, mais cet article utilise l’ordre habituel en français Kálmán Terstyánszky, où le prénom précède le nom.
Kálmán Terstyánszky  né à Szécsény (Hongrie) le 1867 et mort à Budapest le 18 juin 1936, est un homme politique hongrois, bourgmestre principal de Budapest en 1924.